# USS Goff (DD-247)
USS Goff (DD-247) là một tàu khu trục lớp Clemson được Hải quân Hoa Kỳ chế tạo vào cuối Chiến tranh Thế giới thứ nhất, và đã tiếp tục phục vụ trong Chiến tranh Thế giới thứ Hai cho đến khi xung đột kết thúc. Nó là chiếc tàu chiến duy nhất của Hải quân Hoa Kỳ được đặt tên theo Bộ trưởng Hải quân Nathan Goff, Jr. (1843-1920).

## Thiết kế và chế tạo
Goff được đặt lườn vào ngày 16 tháng 6 năm 1919 tại xưởng tàu của hãng New York Shipbuilding Corporation. Nó được hạ thủy vào ngày 2 tháng 6 năm 1920, được đỡ đầu bởi bà Nathan Goff, vợ góa Bộ trưởng Goff; và được đưa ra hoạt động tại Xưởng hải quân Philadelphia vào ngày 19 tháng 1 năm 1921 dưới quyền chỉ huy của Hạm trưởng, Trung úy Hải quân Rodman D. deKay.

## Lịch sử hoạt động

### Giữa hai cuộc thế chiến
Trong hai năm đầu tiên, Goff hoạt động dọc theo vùng bờ biển Đại Tây Dương, tiến hành các cuộc thực hành chiến trận và thực tập trong các cuộc cơ động hạm đội hàng năm tại vùng biển Caribe cũng như dọc theo vùng bờ Đông Hoa Kỳ. Vào tháng 9 năm 1922, chiếc tàu khu trục được cho tách ra khỏi nhiệm vụ này và điều về lực lượng của Hạm đội Đại Tây Dương tại vùng biển Châu Âu. Khởi hành từ Norfolk, Virginia vào ngày 14 tháng 10 năm 1922, nó di chuyển chủ yếu tại khu vực Đông Địa Trung Hải, viếng thăm các cảng Thổ Nhĩ Kỳ, Bulgaria, Nga, Ai Cập, Palestine, Syria, Hy Lạp và Romania. Vào một giai đoạn đầy bất ổn tại khu vực Balkan và Đông Địa Trung Hải: chiến tranh diễn ra giữa Thổ Nhĩ Kỳ và Hy Lạp, các cường quốc tìm cách củng cố sau Thế Chiến I và tranh giành kiểm soát phần lãnh thổ nguyên của Đế quốc Ottoman. Cho dù bị đổ nát sau cuộc cách mạng và nội chiến, Nga vẫn tìm cách mở rộng lãnh thổ và một cửa nhỏ tiến ra Địa Trung Hải. Sự hiện diện của chiếc tàu chiến Hoa Kỳ giữa hoàn cảnh căng thẳng này đã giúp vào việc giảm nhẹ những thiệt hại do xung đột của quá khứ và hiện tại, cũng như bảo vệ tính mạng và tài sản của công dân Hoa Kỳ. Người tị nạn trong cuộc xung đột giữa  Hy Lạp và Thổ Nhĩ Kỳ thường xuyên được hạm đội Mỹ di tản và chăm sóc, và Goff đã tham gia nhiệm vụ nhân đạo này, đặc biệt là tại Marsina, nơi từ này 18 đến ngày 20 tháng 7 năm 1923, nó đã giám sát việc triệt thoái hàng trăm người tị nạn Thổ Nhĩ Kỳ.
Quay trở về Hoa Kỳ vào ngày 11 tháng 8, Goff tham gia các cuộc tập trận và thực hành chiến thuật ngoài khơi vùng bờ Đông, và vào ngày 3 tháng 1 năm 1924 đã tham gia cùng Hạm đội Tuần tiễu trong việc thực hành chiến trận mùa Đông cùng các hạm đội phối hợp tại vùng biển Caribe. Nó quay trở về Norfolk, Virginia để tiếp tục thực hành, và vào ngày 5 tháng 1 năm 1925 đã khởi hành đi Trân Châu Cảng, đến nơi vào ngày 24 tháng 4 để thực hành chiến trận hạm đội, rồi quay trở về New York vào ngày 17 tháng 7. Lịch trình tập luyện dọc bờ biển và cơ động hạm đội thường lệ bị phá vỡ vào mùa Thu năm 1926, khi nó cùng tàu tuần dương hạng nhẹ Milwaukee tham gia vào việc cứu trợ tại đảo Pines, Cuba vốn bị tàn phá bởi một cơn bão vào ngày 19–20 tháng 10. Gửi bác sĩ và hàng tiếp liệu y tế lên bờ, hai con tàu đã trợ giúp những nạn nhân thiên tai, trong đó có một số lớn kiều dân Hoa Kỳ.
Sau khi được đại tu, Goff quay trở lại vùng biển Caribe vào tháng 1 năm 1927 cùng Hải đội Đặc vụ vào lúc nội chiến đang diễn ra tại Nicaragua, và các con tàu thuộc hạm đội Hoa Kỳ di chuyển dọc theo bờ biển để bảo vệ tính mạng và tài sản của công dân Hoa Kỳ, và di tản họ khi cần thiết. Từ Nicaragoa, nó quay trở lại nhiệm vụ thường lệ dọc theo bờ biển Đại Tây Dương, luyện tập chiến thuật xen kẻ với các đợt cơ động mùa Đông tại vùng biển Caribe, một lịch trình được nó duy trì trong nhiều năm. Dù sao, lịch trình này cũng bị phá vỡ bởi những dịp đặc biệt; đáng kể nhất là vào tháng 6 năm 1927, khi nó nằm trong thành phần hải đội chào đón tàu tuần dương hạng nhẹ Memphis cùng vị hành khách đặc biệt trên nó, Charles Lindbergh, khi ông quay trở về sau chuyến bay lịch sử một mình vượt Đại Tây Dương, và được tiếp đón như một anh hùng tại New York. Nó cũng có mặt vào tháng 6 năm 1930 khi đưa vị Tổng thống mới được bầu của Colombia trong chuyến đi từ Newport, Rhode Island đến West Point. Goff được cho xuất biên chế tại Xưởng hải quân Philadelphia vào ngày 13 tháng 1 năm 1931.
Nhập biên chế trở lại vào ngày 2 tháng 3 năm 1932 dưới quyền chỉ huy của Thiếu tá Hải quân Walter M. Wynne, Goff trải qua một năm tiếp theo huấn luyện nhân sự thuộc Hải quân Dự bị. Tình trạng bất ổn lại diễn ra tại vùng biển Caribe, khi nó phải quay lại khu vực này vào ngày 5 tháng 10 năm 1933 để bảo vệ cho công dân Hoa Kỳ khi xung đột nổ ra tại đây. Rời Cuba vào ngày 2 tháng 4 năm 1934, nó tiếp tục cơ động dọc vùng bờ Đông cho đến ngày 9 tháng 11 năm 1935, khi nó gia nhập Hạm đội Thái Bình Dương tại San Diego, California. Nó tiếp tục ở lại khu vực Thái Bình Dương, hoạt động dọc theo vùng bờ Tây, và tham gia các cuộc luyện tập tại quần đảo Hawaii cho đến ngày 4 tháng 1 năm 1939, khi nó rời San Diego để quay lại New York. Đến nơi vào ngày 20 tháng 4, Goff lại làm nhiệm vụ huấn luyện dự bị dọc theo vùng bờ Đông cho đến ngày 8 tháng 9, khi nó đi đến vùng biển New England cho nhiệm vụ Tuần tra Trung lập.
Sau khi được đại tu và tái trang bị tại New York cho chuyến đi châu Âu, Goff gia nhập Đội khu trục 55 tại Ponta Delgada, Azores vào ngày 29 tháng 6 năm 1940, và đảm nhiệm vai trò soái hạm của đội. Đi đến Bồ Đào Nha, nó cùng đội của nó hoạt động ngoài khơi Lisbon, tham gia nhiều cuộc thực tập trước khi quay về Norfolk vào ngày 21 tháng 9.

### Chiến tranh Thế giới thứ hai
Gia nhập Đội khu trục 67 trong vai trò soái hạm, Goff đã hộ tống cho tàu ngầm Seawolf đi từ New London, Connecticut đến Balboa, Panama, đến nơi vào ngày 31 tháng 10 để đảm trách vai trò tuần tra và canh phòng kênh đào Panama. Sau khi Hoa Kỳ tham gia Thế Chiến II vào tháng 12 năm 1941, nó tiếp tục ở lại vùng biển Caribe trong cả hai vai trò hộ tống vận tải và tuần tra. Khu vực này thường xuyên bị các tàu ngầm U-boat Đức quấy nhiễu, và các đoàn tàu vận tải không được bảo vệ thích đáng (cho đến 25 tàu buôn chỉ với bốn tàu hộ tống) trở thành những mục tiêu dễ dàng cho đối phương. Các cuộc tấn công ban đêm của các tàu ngầm U-boat vào các đoàn tàu do Goff hộ tống đã làm đắm tổng cộng tám tàu buôn và nhiều chiếc khác hư hại nặng. Chiếc tàu khu trục đã phải làm việc vất vã, phải ở ngoài biển khơi liên tục 10 ngày vào lúc đó, và chỉ trở về cảng đủ thời gian để tiếp tế và tiếp nhiên liệu, cũng như làm việc này ngay ngoài biển nếu có thể. Hộ tống là một nhiệm vụ hàng đầu đối với Đồng Minh để duy trì các tuyến đường tiếp vận sống còn đối với họ.
Goff cuối cùng cũng có cơ hội trả thù các tàu U-boat đối phương, khi nó rời vùng biển Caribe vào ngày 16 tháng 6 năm 1943 để đi đến New York cho một đợt đại tu đang rất cần thiết. Tại Norfolk vào ngày 27 tháng 7, nó gia nhập cùng tàu sân bay hộ tống Card cùng các tàu khu trục Barry và Borie để hình thành nên một lực lượng tuần tra chống tàu ngầm, vốn đã tiến hành hai chuyến đi tìm-diệt tàu ngầm rất thành công ngang qua Đại Tây Dương. Sự phối hợp giữa máy bay từ tàu sân bay và tàu khu trục bảo vệ rất hiệu quả, khi từ ngày 27 tháng 7 đến ngày 9 tháng 11 năm 1943, chúng thực hiện hai chuyến đi từ Norfolk đến Casablanca và được ghi nhận đã đánh đắm không ít hơn tám tàu ngầm U-boat. Cao điểm của các đợt tìm-diệt này lên đến mức kịch tính vào ngày 1 tháng 11, khi Borie húc chìm một tàu ngầm đối phương, nhưng bản thân nó cũng bị đắm do hư hại phải gánh chịu. Do thành tích trong hai đợt tuần tra này, Goff chia sẻ danh hiệu Đơn vị Tuyên dương Tổng thống cùng đội tìm-diệt của Card.
Sau một đợt đại tu ngắn tại New York, Goff quay trở lại nhiệm vụ hộ tống vận tải tại Đại Tây Dương, khi vào ngày 28 tháng 11, nó cùng Barry hộ tống cho chiếc Albemarle, chất đầy thiết bị và nhân sự hàng không đi từ Norfolk đến Casablanca, rồi nó đi đến Reykjavík, Iceland để quay trở về New York vào ngày 31 tháng 12. Nó trải qua bảy tháng đầu năm 1944 hộ tống cho Albemarle đi đến San Juan, Trinidad và Tobago, Casablanca, Recife, Brazil và Avonmouth, Anh Quốc an toàn, trước khi đi đến Boston, Massachusetts vào ngày 13 tháng 7 năm 1944 để đại tu.
Sau khi hoàn tất việc sửa chữa, Goff tham gia thực hành chống tàu ngầm tại Casco Bay, Maine, và vào ngày 28 tháng 8, đã lên đường đi Key West, đến nơi ba ngày sau đó. Tại cảng thuộc Florida này, nó được phối thuộc vào Trường Huấn luyện Thủy âm Hạm đội, và hoạt động trong một số vai trò, bao gồm chống tàu ngầm, canh phòng hải cảng, và kéo mục tiêu để thực tập huấn luyện tàu chiến và máy bay. Chiếc tàu khu trục rời Key West để đi Philadelphia vào ngày 9 tháng 6 năm 1945, đến nơi hai ngày sau đó.
Goff được cho ngừng hoạt động tại Philadelphia vào ngày 21 tháng 7 năm 1945, và được rút khỏi danh sách Đăng bạ Hải quân vào ngày 13 tháng 8 năm 1945. Được bán cho hãng Boston Metal Salvage Company ở Baltimore, Maryland vào ngày 30 tháng 11 năm 1945, nó bị bán lại cho hãng Northern Metal Company ở Philadelphia vào ngày 31 tháng 12 năm 1945, và bị tháo dỡ vào tháng 11 năm 1947.

## Phần thưởng
Goff được tặng thưởng hai Ngôi sao Chiến trận do thành tích phục vụ trong Chiến tranh Thế giới thứ hai.